# Conseil national du pétrole

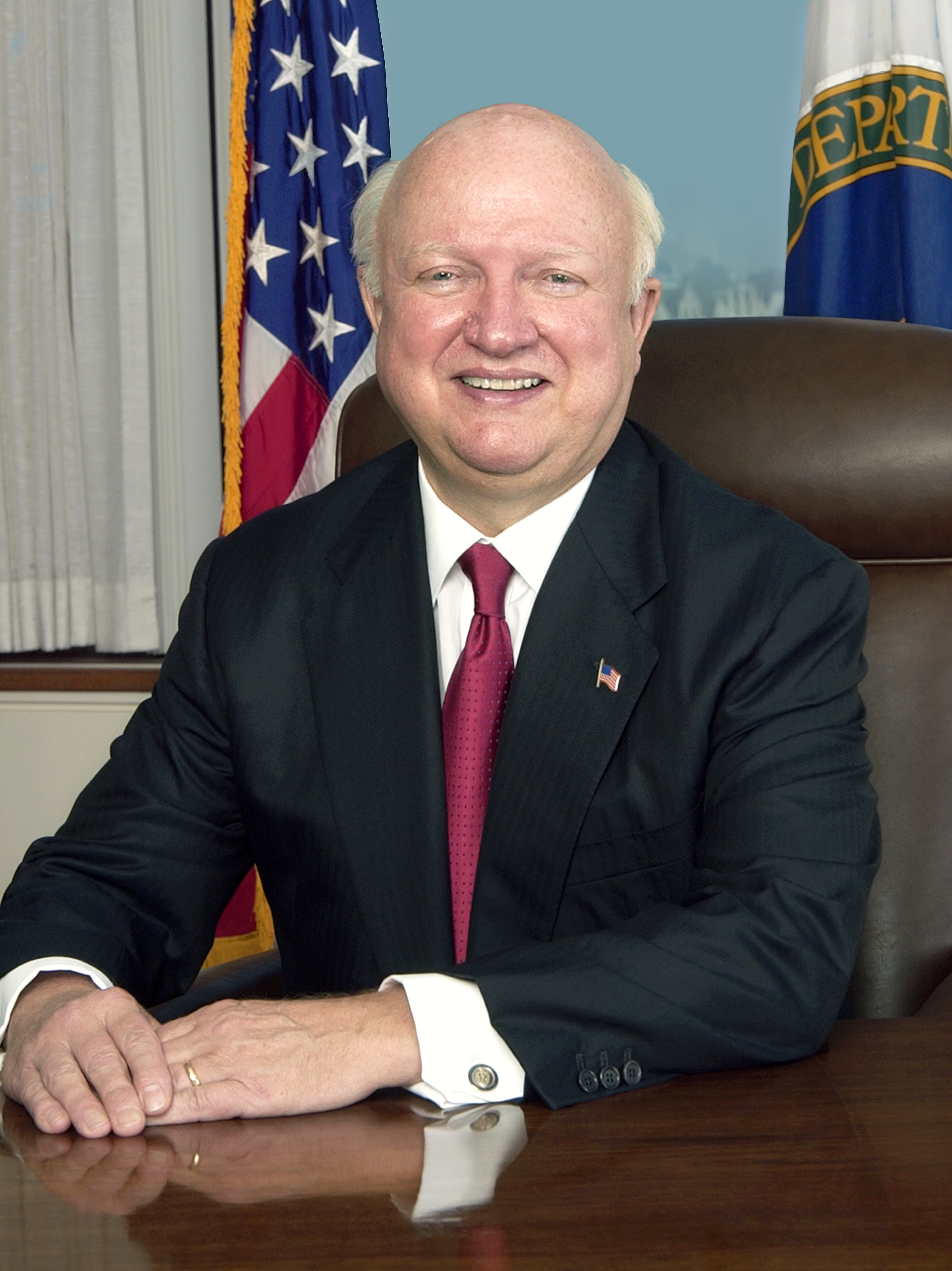
Samuel W. Bodman,
secrétaire à l'Énergie.

Le Conseil national du pétrole (en anglais : National Petroleum Council NPC) est un comité consultatif fédéral auprès du secrétaire à l'Énergie des États-Unis. Le Conseil national du pétrole a pour seul but de conseiller, d’informer et de formuler des recommandations à l’intention du secrétaire d’État à l’Énergie sur toute question portant sur le pétrole et le gaz naturel ou les industries pétrolières et gazières, à la requête du secrétaire à l'Énergie.

## Fondation et historique
À la demande du président Harry Truman, ce groupe consultatif agréé par le gouvernement fédéral et à financement privé a été créé par le secrétaire à l’Intérieur en 1946 pour représenter les positions des industries pétrolières et gazières auprès du gouvernement fédéral : conseiller, informer et formuler des recommandations de politiques.
Pendant la Seconde Guerre mondiale, sous la présidence de Franklin Roosevelt, le gouvernement fédéral et le Conseil de guerre de l’industrie pétrolière (Petroleum IndustryWar Council) avaient travaillé en étroite collaboration pour regrouper l’approvisionnement pétrolier qui a favorisé la victoire des Alliés. L’objectif du président Truman était de poursuivre cette fructueuse coopération au cours des années d’incertitude de l’après-guerre. Aujourd’hui, le NPC est agréé par le secrétaire d’État à l’Énergie en application de la Loi de 1972 sur les comités consultatifs fédéraux.

## Organisation
Au nombre d’environ 175, les membres du Conseil sont choisis par le secrétaire d’État à l’Énergie de façon à assurer une représentation équilibrée de tous les segments des industries pétrolières et gazières, de toutes les régions du pays, et des petites comme des grandes sociétés. Certains membres sont également choisis hors des industries pétrolières et gazières et représentent des organisations et institutions universitaires, financières et de recherche, des organisations amérindiennes, et des groupes d’intérêt public. Le Conseil offre un forum pour un dialogue éclairé sur les questions portant sur l’énergie, la sécurité, l’économie et l’environnement dans un monde en évolution constante.
En réponse aux demandes du 5 octobre 2005 émanant du secrétaire d’État à l’énergie, le National Petroleum Council a publié le 18 juillet 2007 le rapport « Regarder en face les dures réalités de l’énergie », étude approfondie portant sur l’avenir du pétrole et du gaz naturel à l’horizon 2030, dans le contexte du système énergétique mondial.

## Organigramme
- Président : Lee R. Raymond, ancien président-directeur général d’ExxonMobil
- Président – Sous-comité de coordination : Alan J. Kelly, ancien directeur général, directeur planification de l’entreprise, optimisation logistique mondiale, ExxonMobil
- Coprésident, représentant du gouvernement : Jeffrey Clay Sell, secrétaire adjoint à l’Énergie, département de l'Énergie des États-Unis
- Coprésident – Sous-comité de coordination : James A. Slutz, sous-secrétaire adjoint chargé du pétrole et du gaz naturel, département de l’Énergie des États-Unis
- Vice-Président, Demande : Daniel H. Yergin, président de Cambridge Energy Research Associates
- Président, Groupe de travail sur la demande : James Burkhard, directeur général, Global Oil Group Cambridge Energy Research Associates
- Vice-Président, Offre : David J. O’Reilly, président du Conseil et directeur général de Chevron
- Président, Groupe de travail sur l’offre : Donald L. Paul, vice-président et directeur des technologies, Chevron Corporation
- Vice-Président, Technologies : Andrew Gould, Président-directeur général de Schlumberger
- Président, Groupe de travail sur les technologies : Rodney F. Nelson, vice-président Innovation et collaboration, Schlumberger Limited
- Vice-président, Enjeux géopolitiques & Politiques : John J. Hamre, président et directeur général du Center for Strategic & International Studies
- Président, Groupe de travail Enjeux géopolitiques & Politiques, Frank A. Verrastro, directeur et Senior Fellow, Center for Strategic & International Studies